# He Wenna
He Wenna (何雯娜S, Hé WénnàP; Xinluo, 19 gennaio 1989) è una ginnasta cinese, vincitrice della medaglia d'oro ai Giochi olimpici di Pechino 2008 nel trampolino elastico.

## Palmarès
- Giochi olimpici estivi

2008 - Pechino: oro nel trampolino elastico.
2012 - Londra: bronzo nel trampolino elastico.
- Mondiali

2007 - Québec: oro a squadre.
2009 - San Pietroburgo: oro a squadre e argento individuale.